# Тилбург Трепперс
«Тилбург Трепперс» (нидерл. Tilburg Trappers) — команда по хоккею с шайбой из Тилбурга. Домашней ареной клуба является «Спортивный центр Степгуур», вмещающий 2800 человек.

## История
Хоккейный клуб «Тилбург Трепперс» был основан 21 октября 1938 года. 3 марта 1939 года команда сыграла первый официальный матч с клубом из Брюсселя, уступив со счётом 6:2. Но уже в 1947 году «Тилбург Трепперс» завоевали первое место чемпионата Нидерландов по хоккею с шайбой. В семидесятые годы для клуба из Тилбурга наступает полоса удач. Команда шесть раз подряд выигрывает чемпионат Нидерландов. В это же время «Тилбург Трепперс» выходит в полуфинал кубка Европы по хоккею с шайбой. В восьмидесятых кодах в команде наступает упадок. Ситуация существенно меняется в девяностые. Клуб завоёвывает три чемпионата и четыре кубка Нидерландов. В 1998 году команда переехала в «Спортивный центр Степгуур», вмещающий почти три тысячи человек. В 2008 году клуб выигрывает 13 по счёту титул в своей истории.

## Достижения
- Нидерландская хоккейная лига:
  - Победитель (13)  : 1947, 1971, 1972, 1973, 1974, 1975, 1976, 1994, 1995, 1996, 2001, 2007, 2008

## Известные тренеры
- / Дуг Мейсон
- Марк Педерсон
- Барри Смит
- Пол Гарднер